# 光市母女殺害事件
光市母女殺害事件指在1999年4月14日日本山口縣光市，18歲少年福田孝行（日本2022年前的法律為20歲方成年）闖入民宅強姦23歲女屋主遭頑抗，遂先殺後姦屍，再殺害其11個月大女嬰。受害者丈夫本村洋（與妻同為23歲）只能在旁聽席聽審不能上庭發言，由此抗議日本司法程序忽視受害者家屬，此案促成日本首相小淵惠三在國會通過三條保障受害者家屬的法案。嫌犯一審、二審被判無期徒刑，但因兇手未成年，故服刑良好的話可能十年就能出獄，在檢察官取得新事證並持續上訴後，被告福田於2008年4月22日的重審中被廣島高等裁判所宣判死刑。辯護團即日提出上告，由最高裁判所維持原判並禁止对死刑判决的再审请求，然而日本法律規定若被告持續上訴就不會執行刑罰，故至今仍未執行。

## 案發經過
1999年4月14日下午，嫌犯福田孝行（1981年3月15日生，事件當時18歲30日）喬裝成水管檢查工人，按門鈴進入被害人本村彌生（23歲）家中，隨後將其壓制企圖性侵，被害人激烈反抗，福田便將其掐死。在被害人死後，用膠帶綑綁雙手、封住口鼻，避免被害人突然甦醒，再姦淫其遺體。被害人女兒本村夕夏（11個月）在一旁哭鬧不休，甚至爬向已死去的母親，福田便將其重摔至地上數次，再以綁劍道護具用的小繩勒死。後將母女倆的屍體分別置於棉被收納櫃中，拿取被害人家中財物後逃逸。
男屋主本村洋下班返家後，因不見妻子及女兒蹤影，加上家中一片凌亂，不安地在家中尋找妻女的下落。在棉被收納櫃中發現妻子全裸的屍體後，隨即報警；警方在棉被收納櫃的最上層找到夕夏的遺體。
案發後四天4月18日，警方拘捕嫌犯福田孝行。

## 辯護方的主张
在開庭當中，辯護律師曾推福田示意他向被害人家屬道歉。福田於是鞠躬說：「真是對不起，我做了無法寬恕的事。」他們認定藉由表達悔意，可以讓法官減輕判刑；且靠少年法保護，若表現良好，頂多關個7、8年就可以出獄。
辯護團宣稱福田是因為欠缺母愛，所以才緊抱被害人本村彌生不放，是過失致死，而非計劃強姦。還有律師替福田辯稱：其是認為只要將精子送入被害人的體內，被害人就會起死回生；至於用繩索勒斃本村夕夏，也不是心存殺意，因為想讓本村夕夏停止哭泣，所以才在她的脖子上綁上蝴蝶結而已。最後，福田將兩人的遺體放在收納櫃裏面，是因為福田相信哆啦A夢的存在，哆啦A夢會幫他解決問題。
世紀辯護團律師的結論是：被告福田並非故意強姦殺人，而是傷害致死。因為檢察官方想讓被告被處死刑，所以將其形象塑造成十惡不赦。
然而荒誕的辩护词招致民间大量批判，日本民間還發起了惩罚辩护团律师的請願連署。

## 審判經過
- 1999年6月，山口地方檢察署向地方裁判所提起公訴。
- 1999年12月，遭檢察官求處死刑。
- 2000年3月22日，山口地方裁判所判處被告無期徒刑，檢察官和本村家都不服上訴。
- 2002年3月14日，廣島高等裁判所驳回控诉，维持一审判决，但檢方和本村家都不服再上訴。
- 2006年6月20日，最高裁判所撤銷廣島高等裁判所原判決，發回广岛高裁重审。
- 2008年4月22日，廣島高等裁判所改判被告死刑，辯護團即日提出上告。法院當庭認定：「被告惡性重大，令人髮指，視人命如草芥，且犯案後完全沒有悔意」。
- 2012年2月20日，最高裁判所上告維持重審判處被告死刑判决，被告死刑确定。
- 2012年10月29日，辩护团认为已经确定的死刑判决有重大失误，以法医和心理医师的鉴定结果作为新证据，向广岛高等裁判所提起再审请求。
- 2015年10月30日[3]，广岛高等裁判所以“新证据没有新颖性”为由驳回再審請求[4]。辩护团于11月2日提出异议[3]。
- 2019年11月7日，广岛高等裁判所（三木昌之裁判長）驳回异议[3]。辩护团不服，于11日向最高裁判所上诉[5]。
- 2020年12月7日，最高裁判所第一小法庭（山口厚裁判長）驳回上诉，并禁止对死刑判决的再审请求[6][7]。
- 現羈押在广岛拘留所，仍未處決。

### 被告的親筆書信
二審被法院駁回後，檢察官繼續上訴最高裁判所。
檢察官得知，被告在獄中曾親筆書寫並寄出數封信件給外面的友人，信件內容離譜且惡性重大，徵得收件人（被告友人）的同意後，取得該數封信件作為證據。對於自己犯下的強盜強姦殺人罪，被告福田孝行是這麼寫的：「一隻公狗某天在路上遇到一隻可愛的母狗，就這樣騎上去……這樣是罪嗎！？」一、二審判無期徒刑時，福田則在信件中寫到：「這世界終究是由惡人獲勝的～等我七、八年後出獄時，你們要舉辦盛大的party歡迎我啊～」。
從這幾封信件看來，不僅是在侮辱被害者家屬，更是加深其難以抹滅的傷痛，顯見毫無悔意。鑑此，2008年廣島高裁所發回更審。根據這些情事重新量刑的結果，福田最終被處以死刑，並在2012年2月20日判決確定。

## 改編作品
- 《與絕望奮鬥：本村洋的3300個日子》（なぜ君は絶望と闘えたのか 本村洋の3300日） 由記者門田隆將紀錄受害者本村彌生的丈夫本村洋多年來的心路歷程。本書於2010年9月改編成上下兩集電視劇，在WOWOW播出。由江口洋介飾演門田隆將、真島秀和飾演本村洋，並且獲選為2010年度日本文化廳藝術祭電視部門大賞。

## 關連書籍
- インパクト出版会（編）『光市裁判 年報・死刑廃止2006』特集・光市裁判 なぜテレビは死刑を求めるのか インパクト出版会、2006年10月 ISBN 4755401690
- 本村洋、本村弥生共著『天国からのラブレター』新潮社、2000年4月 ISBN 4104365017
同名の映画がある。
- 光市裁判を考える有志の会（編）『橋下弁護士VS光市裁判被告弁護団』一般市民が見た光市母子殺害事件 STUDIO CELLO 2007年10月 ISBN 9784863210134
- 現代人文社編集部（編）『光市事件裁判を考える』現代人文社、2008年1月、ISBN 4877983589

## 外部連結
- （日語）日本全國犯罪被害人協會 （页面存档备份，存于）
- 最高裁判所第三小法廷 平成18年6月20日 (平成14(あ)730)
- 広島高等裁判所 平成14年3月14日(平成12(う)66)
- 法学のトビラ 第1回 年長少年に対する死刑の是非 安達光治
- 死刑になる犯罪（第3版）
- 「光市事件」報道を検証する会 （页面存档备份，存于）
- 光市母子殺害事件、死刑確定へ （页面存档备份，存于）

（以下為律師團光市事件懲戒請求扇動問題廣報頁面）
- 光市事件差戻前控訴審判決全文 （页面存档备份，存于）
- 光市事件の経過 （页面存档备份，存于）